# Ходынский, Виктор Сергеевич
Виктор Сергеевич Ходынский (16 апреля 1921, Муром, Владимирская губерния) — советский футболист и игрок в хоккей с шайбой. Играл на позиции вратаря.

## Биография
Воспитанник муромского футбола, выступал за местный «Локомотив». Участник Великой Отечественной войны. В 1945—1948 годах играл в составе московского «Локомотива», в 1945 году отразил 2 пенальти. Всего в первой группе провёл 11 матчей. Позже выступал за команды «Метрострой» Москва (1949—1950), «Красная Звезда» Петрозаводск (1951).
В составе хоккейной команды московского «Локомотива» занял последнее, 12 место в чемпионате 1959/1950. В 1955—1958 — тренер юношеской команды московского «Спартака».
6 мая 1994 награждён медалью «За отвагу».